# Dimitrie Onofrei
Dimitrie Onofrei (n. 6 august 1897, Iași, România – d. 20 martie 1991, Bethlehem⁠(d), Pennsylvania, SUA) a fost un tenor român, cunoscut mai ales ca solist de operă.

## Biografie

### Anii timpurii
Dimitrie Onofrei și-a început cariera muzicală de copil, făcând parte din corul bisericii Sfântul Spiridon din Iași.  Studiile muzicale le-a făcut la Conservatorul muzical din aceeași localitate.
În 1921 a fost admis prin concurs ca solist al Operei Române din București, dar în anul următor pleacă în Italia, unde ia lecții de canto la Teatro alla Scala din Milano.  Debutul pe scenă s-a produs în 1922 pe scena Teatrului Regal din Malta, în rolul ducelui de Mantua din opera Rigoletto de Giuseppe Verdi.

### Maturitatea artistică
Ascensiunea tenorului Dimitrie Onofrei a continuat cu fiecare turneu, mai întâi în diferite orașe ale Italiei și apoi în alte țări europene. În Statele Unite ale Americii a cântat pentru prima dată la teatrului Century din New York.
În total, în cei peste 20 de ani în care a fost nelipsit de pe aproape toate scenele lumii, Dimitrie Onofrei a cântat în rolurile principale de tenor din circa treizeci de opere.  Printre rolurile interpretate de Onofrei se pot menționa Don José din opera Carmen de Georges Bizet, Edgardo din Lucia de Lammermoor de Gaetano Donizetti, Turiddu din Cavaleria Rusticană de Pietro Mascagni, contele Almaviva din Bărbierul din Sevilla de Gioacchino Rossini, Mario Cavaradossi din opera Tosca de Giacomo Puccini și Lohengrin din opera omonimă de Richard Wagner.
Despre calitățile artistice ale vocii lui Dimitrie Onofrei s-au scris numeroase cronici, semnate de exigenți critici muzicali, cu toții subliniind excepționalele calități ale vocii sale, egală în toate registrele, cu prețioase calități de emitere a sunetelor acute, cu un timbru cald de tenor liric.
După încheierea carierii solistice a devenit profesor de canto la Conservatorul de muzică din Cincinnati apoi - până în 1965 - în Chicago.  A trăit până la o vârstă foarte înaintată în orașul Bethlehem din statul Pennsylvania, unde a decedat în ziua de 20 martie 1991.